# Voorburský voláč
Voorburský voláč, též voorburský voláč štítník či voláč štítník, je okrasné plemeno holuba domácího. Je to středně velký, štíhlý holub se vzpřímeně drženou, elegantní postavou, velkým kulovitým voletem a dlouhýma, neopeřenýma nohama. Je typický svým zbarvením: Peří na většině těla je čistě bílé, jen štíty křídel jsou barevné. Plemeno je chováno především v Nizozemí a v Německu, v Česku je vzácné.  V seznamu plemen EE je řazen do plemenné skupiny voláčů a je zapsán pod číslem 0327.
Voorburský voláč byl vyšlechtěn ve 30. letech 20. století ve městě Voorburg v Holandsku, holubářem van Ginkem. Ten zkřížil brněnského voláče s plemeny v kresbě štítníka, jako je francký štítník a možná i německého racka štítníka. Na vzniku plemene se dále možná podílel i francouzský voláč, lilský voláč, norvičský voláč a štajgr. Vznikl tak dlouhonohý ušlechtilý voláč v kresbě štítníka. Plemeno bylo uznáno v roce 1935 a v roce 1938 byl v Nizozemí založen klub chovatelů.
Je to středně dlouhý voláč s ušlechtilými tvary těla a značně vzpřímeným držením trupu. Velikostí se nachází na rozhraní mezi malými a středními voláči. Poměr přední a zadní partie těla je 3:2. V rozrušení se pták staví na špičky prstů. Hlava je dobře zaoblená, protáhlá s výraznějším a vyšším čelem. Oči jsou vždy tmavé, obočnice jsou světlé a nevýrazné. Zobák je poměrně dlouhý a silný, masově zbarvený, s malým ozobím. Krk je velmi dlouhý, vole je velké, kulovité a klene se až na šíji ptáka. U hrudi je zřetelně podvázané. Konstituce holuba je jemná, hruď je dlouhá a úzká, stejně tak záda, která spadají příkře dolů. Křídla dobře přiléhají k tělu a jejich konce se často mírně kříží. Nohy jsou poměrně dlouhé, ale ne tak jako u mnoha jiných plemen dlouhonohých voláčů. Běháky a prsty jsou vždy neopeřené. Základní barva opeření je bílá, zbarvené jsou jen štíty křídel. 7-10 krajních ručních letek je opět bílých. Chová se ve velkém množství barevných i kresebných rázů.
Voorburský voláč je temperamentní a velmi krotký holub, je velmi plodný, dobře odchovává holoubata a ujme se i role chůvek. Na zařízení holubníku je velmi nenáročný a je vhodný i pro začínající chovatele.